# Tracte nerviós

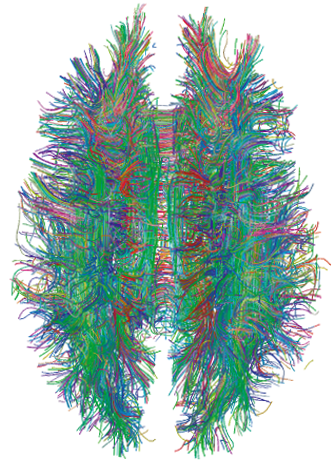
Tractes de substància blanca dins d'un cervell humà tal com apareix en una tractografia d'IRM

Un tracte nerviós o una via nerviosa és un conjunt de fibres nervioses (àxons) que connecten nuclis del sistema nerviós central. Al sistema nerviós perifèric es coneix com a fascicle nerviós. Els principals tractes nerviosos del sistema nerviós central són de tres tipus: fibres d'associació, fibres comissurals i fibres de projecció. També es pot fer referència a un tracte nerviós com a comissura, fascicle o decussació. Una comissura connecta els dos hemisferis cerebrals als mateixos nivells, com ara la comissura posterior i el corpus callosum. Una decussació és una connexió feta de fibres que travessen a nivells diferents (de manera obliqua). Exemples de fascicles són el fascicle subtalàmic i el fascicle lenticular.

## Categories
Les fibres nervioses del sistema nerviós central es poden categoritzar en tres grups atenent al seu curs i a les seues connexions.

### Fibres d'associació
Els tractes que connecten les àrees corticals dins del mateix hemisferi s'anomenen tractes d'associació. Les fibres d'associació llarga connecten entre si diferents lòbuls d'un hemisferi, mentre que les fibres d'associació curta connecten diferents girs dins d'un mateix lòbul. Entre les seves funcions, els tractes d'associació enllacen centres perceptuals i de memòria, al cervell.

### Fibres comissurals
Els tractes comissurals connecten àrees corticals que es corresponen a cada hemisferi. Travessen d'un hemisferi cerebral a l'altre a través de ponts anomenats comissures. La gran majoria de tractes comissurals passen a través del cos callós. Uns quants passen a través de les comissures anteriors i posteriors, molt més petites. Els tractes comissurals permeten que els costats dret i esquerre del cervell es comuniquen entre ells.

### Fibres de projecció
Els tractes de projecció connecten el còrtex cerebral amb el cos estriat, el diencèfal, el tronc encefàlic i la medul·la espinal. El tracte corticoespinal, per exemple, transmet senyals motores del cervell a la medul·la espinal. Un altre tracte de projecció transmet senyals projecció al còrtex cerebral. Per damunt del tronc encefàlic, aquests tractes formen una làmina densa i ampla, anomenada càpsula interna, entre el tàlem i els nuclis basals, que llavors es ramifica cap a àrees específiques del còrtex.